# Baanhoekbrug
De Baanhoekbrug is een vakwerkbrug over de Beneden Merwede gelegen op Rkm 971,30 in de gemeenten Sliedrecht en Dordrecht, in de Nederlandse provincie Zuid-Holland. Deze spoorbrug bevindt zich in het baanvak Dordrecht – Geldermalsen op de MerwedeLingelijn, tussen de stations Sliedrecht Baanhoek en Dordrecht Stadspolders. De brug is net als het eerstgenoemde station vernoemd naar de buurtschap Baanhoek, die vlak bij Sliedrecht ligt.
De brug werd tussen 1880 en 1885 gebouwd en in de Tweede Wereldoorlog zwaar beschadigd. De brug werd in 1947 herbouwd en tussen 1978 en 1983 gerenoveerd en met een basculebrug uitgerust. Aan de oostzijde van de enkelsporige brug loopt een fietspad.

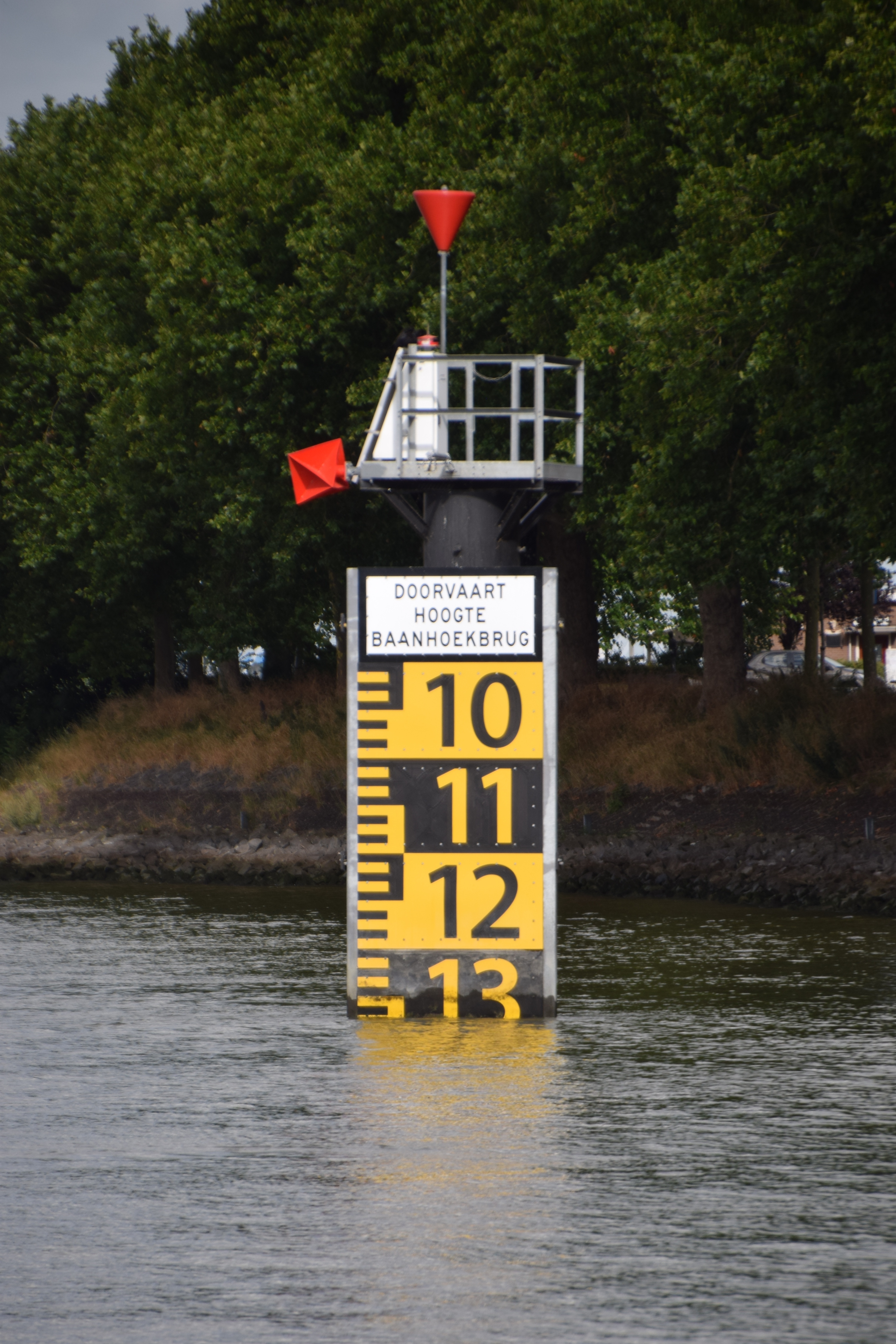
Dukdalf met de doorvaarthoogte van het vaste deel van de Baanhoekbrug

De brug heeft drie delen, waarvan het beweegbare deel aan de zuidzijde een wijdte van 30 meter en geopend een vrije doorvaarthoogte heeft. De beide vaste delen hebben een wijdte van 75 meter. De brug wordt op telefonische aanvraag bediend vanuit de verkeerspost Dordrecht. Vanaf de Baanhoekbrug tot 1000 meter benedenstrooms van de Dordtse bruggen en in de Noord tot kilometerraai 978 (ongeveer 2000 meter vanaf de splitsing de Noord in) voert de Sector Dordrecht via marifoonblokkanaal 79 de regie over het scheepvaartverkeer. 

## Geschiedenis
De Maatschappij tot Exploitatie van Staatsspoorwegen legde tussen 1882 en 1885 het traject Elst-Dordrecht aan om te concurreren met andere spoorwegmaatschappijen die al een oost-westverbinding hadden.
Bij de buurtschap Baanhoek was een brug voorzien. In april 1880 werd met de bouw begonnen onder leiding van ingenieur Ph. J. Waller uit Dordrecht. De planning was in handen van ingenieur L. J. Kesper. De bouw liep aanzienlijke vertraging op, waarvoor de aannemer een boete moest betalen van 50 gulden per dag. Pas later werd duidelijk dat de concurrerende Nederlandsche Rhijnspoorweg-Maatschappij diezelfde aannemer 100 gulden betaalde voor elke dag dat de brug later open ging.

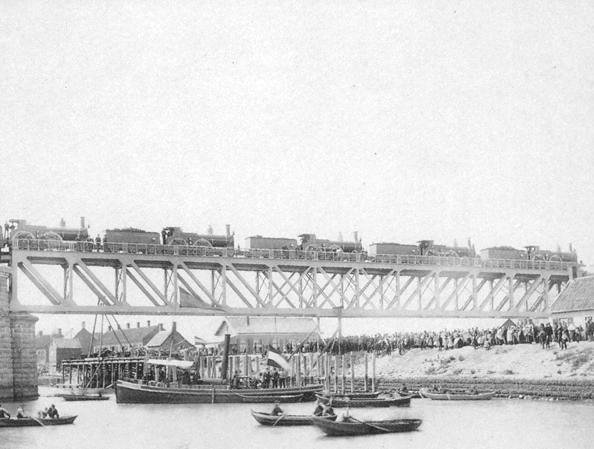
De brug tijdens de belastingsproef op 18 mei 1885

Op 18 mei 1885 vond er een belastingsproef plaats met een trein over de brug. Op 13 juli van dat jaar werd de brug officieel in bedrijf genomen. De brug had een totale lengte van 466,50 meter. De pijlers zijn gebouwd op dubbelspoor, hoewel de brug zelf enkelsporig is uitgevoerd.
Tijdens de Tweede Wereldoorlog werd de brug meerdere malen ernstig beschadigd. Tijdens de Duitse inval in mei 1940 werd het noordelijke brugdeel door het Nederlandse leger opgeblazen. Daarna werd de brug door de Duitse bezetter provisorisch gerepareerd. Door middel van een extra pijler en twee bogen afkomstig van de brug over het Amsterdam-Rijnkanaal bij Schalkwijk werd de overspanning weer gesloten.
Op 15 april 1945 blies het Duitse leger tijdens de terugtrekking de brug weer op. Daarbij werden zowel het opnieuw gebouwde brugdeel uit 1940 als de twee originele brugdelen uit 1885 vernietigd. Na de bevrijding werd de hoofdoverspanning weer gesloten door een Britse Callender-Hamiltonbrug, een voorloper van de baileybrug. De twee aanbruggen verving men door delen van de in 1870 gebouwde Hedelse spoorbrug. Daarbij kwam de in 1940 aangelegde hulppijler goed van pas. Ook werd er nog gebruikgemaakt van onderdelen die de Duitse bezetter had gebouwd. In 1947 kon de herbouwde brug worden geopend voor het spoorverkeer.
In mei 1978 begon men met de ombouw van de brug. Daarbij werd de zuidelijke overspanning vervangen door een beweegbaar deel. De brug, door NS ontworpen, was gereed in april 1980. De bouw werd aanzienlijk vertraagd door de vele vliegtuigbommen uit de Tweede Wereldoorlog die gevonden werden rond de brug. Tegelijk met het installeren van de basculebrug, werd de hele brug aan een opknapbeurt onderworpen. De hulppijler werd verwijderd, de stalen brugdelen werden vervangen door delen vervaardigd uit staal en beton en de vakwerkconstructie werd vervangen. Ook werd het spoor geëlektrificeerd en het fietspad aan de oostzijde aangelegd. Alle werkzaamheden waren in 1983 afgerond. 
De Betuweroute loopt niet over de brug. Het traject loopt wel grotendeels parallel aan de lijn, maar blijft ten noorden van de Merwede lopen. 